# Fall Station
Fall Station (Fall stasjon) var en jernbanestation på Valdresbanen, der lå i Søndre Land kommune i Norge.
Stationen åbnede 28. november 1902, da den første del af banen mellem Eina og Dokka blev taget i brug. Oprindeligt hed den Fald, men den skiftede navn til Fall 9. marts 1925. Den blev nedgraderet til holdeplads 7. januar 1968 og til trinbræt 10. juni 1968. Persontrafikken på banen blev indstillet 1. januar 1989.
Stationsbygningen blev opført til åbningen i 1902. Den blev revet ned i 1982. Der står imidlertid stadig et venteskur ved perronen. Fall har desuden haft et vandtårn,, hvortil kom et sidespor til en lagerbygning for en lokal cellulosefabrik og træsliberi.